# سكوتيللوصور
السكوتيللوصور أو العَظَاءَةُ القُصَيْعَية (الاسم العلمي: Scutellosaurus) هو جنس منقرض من ديناصورات طيريات الورك المدرعة التي عاشت منذ حوالي 196 مليون سنة خلال الفترة المبكرة من العصر الجوراسي في أريزونا بالولايات المتحدة الأمريكية. وهي مصنفة ضمن الديناصورات المدرعة؛ التي قد تكون لها علاقة بالسيليدوصور و الإيماوصور [الإنجليزية] الديناصورات المدرعة الأخرى التي كانت بالأساس ديناصورات رباعية الحركة، على عكس السكوتيللوصور الثنائية الحركة.